# Roteiro dos Engenhos de Ceará-Mirim
O Roteiro dos Engenhos de Ceará-Mirim é um percurso turístico-cultural localizado no município de Ceará-Mirim, no estado do Rio Grande do Norte, Brasil. O roteiro destaca a importância histórica dos engenhos de açúcar na formação econômica e social da região, promovendo a valorização do patrimônio material e imaterial associado à cultura canavieira.

## História
A produção de cana-de-açúcar foi uma das primeiras atividades econômicas estabelecidas no Rio Grande do Norte, com os primeiros engenhos surgindo no século XVII. Em Ceará-Mirim, a atividade canavieira ganhou destaque a partir do século XIX, quando a região passou a concentrar um número significativo de engenhos, contribuindo para o desenvolvimento local. Em 1861, o estado contava com 174 engenhos, sendo 44 deles localizados em Ceará-Mirim.
Os engenhos eram complexos agroindustriais que incluíam áreas de cultivo, instalações para processamento da cana, casas-grandes, senzalas e capelas. A economia canavieira moldou a estrutura fundiária e social da região, concentrando terras nas mãos de poucos proprietários e utilizando mão de obra escravizada.[carece de fontes?]

## O Roteiro
O Roteiro dos Engenhos de Ceará-Mirim foi desenvolvido como uma iniciativa de turismo histórico-cultural, visando preservar e divulgar o legado dos engenhos de açúcar da região. O percurso inclui visitas a antigos engenhos, casarões, igrejas e outros monumentos históricos, proporcionando uma imersão na história local.
Entre os pontos visitados estão:
- Engenho Verde Nasce: Construído no século XIX, destaca-se pela arquitetura preservada e pelo maquinário original importado da Inglaterra.
- Engenho São Leopoldo: Fundado no século XIX, mantém a casa-grande com mobiliário da época e oferece atividades como passeios a cavalo e charrete.
- Mercado do Café: Inaugurado em 1881, é um espaço para degustação de pratos típicos, como o caldo de cana com pastel, considerado patrimônio cultural imaterial do Rio Grande do Norte.
- Solar dos Antunes: Construído em 1888, atualmente abriga a sede da prefeitura de Ceará-Mirim.
- Igreja Matriz de Nossa Senhora da Conceição: Erguida em 1858, é considerada o maior templo católico do estado.

O roteiro é dividido em quatro estações temáticas: Estação dos Engenhos, Estação do Sabor, Estação do Saber e Estação das Artes, cada uma enfocando aspectos distintos do patrimônio local.

## O "Barão de Ceará-Mirim"
Uma das figuras emblemáticas associadas ao Roteiro dos Engenhos é Francisco José Ferreira, conhecido como o "Barão de Ceará-Mirim". Pedagogo, pesquisador e guia de turismo, ele personifica um barão do século XIX, conduzindo os visitantes em trajes de época e enriquecendo a experiência com narrativas históricas e culturais.

## Importância Cultural
O Roteiro dos Engenhos de Ceará-Mirim desempenha um papel fundamental na preservação da memória histórica da região, promovendo a educação patrimonial e o turismo sustentável. A iniciativa contribui para a valorização da identidade local e para o desenvolvimento econômico por meio da cultura.